# Giáo hội Latinh
Giáo hội Latinh (tiếng Latinh: Ecclesia Latina) là một giáo hội địa phương nghi lễ tự lập có số giáo dân đông nhất trong Giáo hội Công giáo, với hơn 1,2 tỷ tín hữu vào năm 2015. Giáo hội Latinh là một trong 24 giáo hội nghi lễ tự lập hiệp thông trọn vẹn với giáo tông; 23 giáo hội còn lại được gọi chung là các giáo hội Công giáo Đông phương, với tổng số tín hữu rơi vào khoảng 18 triệu.
Giáo hội Latinh được lãnh đạo trực tiếp bởi giáo tông với tư cách là Giám mục Roma, có ngai tòa đặt tại Tổng lãnh vương cung thánh đường Thánh Ioannes in Laterano ở thành phố Roma, Ý. Giáo hội Latinh đồng thời phát triển bên trong và gây ảnh hưởng mạnh mẽ lên văn hóa Tây phương; vì lẽ đó, người ta thỉnh thoảng gọi Giáo hội Latinh là Giáo hội Tây phương (tiếng Latinh: Ecclesia Occidentalis), được phản ánh nơi tước hiệu "Thượng phụ Tây phương" của giáo tông trong một số kỷ nguyên cũng như văn cảnh. Giáo hội Latinh còn có tên gọi khác là Giáo hội Roma (tiếng Latinh: Ecclesia Romana) hay Giáo hội Công giáo Latinh, thậm chí trong một số văn cảnh còn được gọi là Giáo hội Công giáo Roma (tuy vậy thuật ngữ này cũng được dùng để chỉ toàn thể Giáo hội Công giáo).
Giáo hội Latinh hiệp thông trọn vẹn với Giáo hội Chính thống giáo Đông phương kể từ khi khai đạo cho tới khi cuộc Ly giáo Đông–Tây nổ ra vào năm 1054. Kể từ thời điểm đó cũng như trước mốc năm đó một khoảng thời gian, người ta thường gọi các tín hữu Kitô giáo Tây phương là người Latinh nhằm phân biệt với người Byzantium/người Hy Lạp theo Kitô giáo Đông phương.
Giáo hội Latinh sử dụng nhóm nghi chế Latinh, vốn sử dụng ngôn ngữ chủ đạo là tiếng Latinh; tuy nhiên kể từ thế kỷ 20, các sách nghi lễ cùng phụng vụ dần dà được biên dịch sang các tiếng bản xứ. Nghi chế phụng vụ chủ yếu của Giáo hội Latinh là Nghi chế Roma, với nhiều yếu tố phụng vụ rất cổ xưa có từ thế kỷ 4. Tồn tại nhiều nhóm nghi chế và nghi lễ phụng vụ Latinh bổ sung khi trước đã bị bãi bỏ hay nay vẫn còn được sử dụng, chẳng hạn như Nghi chế Hispania hiện đang được sử dụng cách hạn chế ở Tây Ban Nha, Nghi chế Ambrosio ở một số vùng của Ý và Nghi lễ Anh giáo trong các giáo hạt tòng nhân.
Kể từ thời kỳ cận đại trở đi, Giáo hội Latinh đã tiến hành nhiều sứ vụ rao giảng Tin Mừng tại châu Mỹ, và từ thời kỳ hiện đại tại châu Phi Hạ Sahara và vùng Đông Á. Sau cuộc Cải cách Kháng Cách diễn ra vào thế kỷ 16, phái Kháng Cách ly khai với Giáo hội Latinh đã khiến cho Kitô giáo phương Tây bị vỡ thành nhiều mảnh; theo đó, không chỉ có chi nhánh lạc giáo của Giáo hội Latinh ly khai, mà còn cả các nhóm nhỏ theo nhiều hệ phái Công giáo Độc lập cũng ly khai vào thế kỷ 19.